# Banyutus roseostigma
Banyutus roseostigma is een insect uit de familie van de mierenleeuwen (Myrmeleontidae), die tot de orde netvleugeligen (Neuroptera) behoort. 
Banyutus roseostigma is voor het eerst wetenschappelijk beschreven door Navás in 1914.